# Al-Hilal Saudi Football Club (Femenino)
El Al Hilal Saudi Women Football Club, conocido como Al Hilal Ladies en árabe: سيدات الهلال)‎, es un club de fútbol femenino de la ciudad de Riad, Arabia Saudita. Es la rama femenina del Al Hilal SFC y compite en la Saudi Women's Premier League desde la temporada 2022-23.

## Historia
Fundado en 2007 con el nombre de Challenge Women's Football Club, fue el segundo equipo femenino fundado en el país después del Eastern Flames FC, fundado en 2006. Se afilió al Al Hilal SFC en 2022.
Compitió en la temporada inaugural de la Saudi Women's Premier League 2022-24, quedando el segundo lugar siendo el equipo más goleador con 76 tantos. La iraquí Shokhan Salihi fue la mayor artillera.

## Palmarés
| Competición nacional   | Títulos | Subcampeonatos   |
| ---------------------- | ------- | ---------------- |
| Primera División (0/2) |         | 2022-23, 2023-24 |